# ダヴィデ・モスカルデッリ
ダヴィデ・モスカルデッリ（Davide Moscardelli, 1980年2月3日 - ）は、ベルギー・エノー州モンス出身のイタリア人元サッカー選手。現役時代のポジションはフォワード。

## 経歴
アマチュアクラブでのプレーを経て、2002年にセリエC2のACサンジョヴァネーゼに加入。翌シーズン以降はUSトリエスティーナ・カルチョを皮切りにセリエBのチームを渡り歩いた。
2010年8月、ACキエーヴォ・ヴェローナに移籍し、30歳にしてセリエAデビューを果たす。1年目は34試合に出場し、6ゴールと活躍を見せたものの、2年目以降は徐々に出場機会が減少。2013年1月、ピアチェンツァ・カルチョ、キエーヴォ時代の恩師ステファノ・ピオリが率いるボローニャFCへ移籍。2013-14シーズンは移籍したアルベルト・ジラルディーノの後を受けて背番号10を背負う。
2014年8月、USレッチェへ移籍。2016年7月12日、USアレッツォとの契約が発表された。
2018-19シーズンよりACピサ1909へ加入した。
2020年8月29日、現役引退を発表した。